# Affondamento della Droits de l'Homme
L'affondamento della Droits de l'Homme avvenne il 13 gennaio 1797 nel Golfo di Biscaglia, in Bretagna, dopo una scontro a fuoco tra l'omonima nave di linea francese e due fregate inglesi. La battaglia fa parte delle guerre rivoluzionarie francesi.
Durante la battaglia, gli inglesi passarono in vantaggio sul vascello francese, troppo grande per potere essere manovrato con facilità, e lo portarono alla deriva, grazie al mare grosso. Nel naufragio della Droits de l'Homme morirono 900 persone delle 1300 persone a bordo. Una delle navi inglesi, però, finì in un banco di sabbia dopo aver cercato di fuggire lungo un tratto di costa.

## Lo scontro
La Droits de l'Homme, munita di 74 cannoni, aveva preso parte alla Expédition d'Irlande, un tentativo di conquista dell'Irlanda, rivelatosi poi disastroso. Il destino delle navi francesi era, in realtà, già segnato dalla scarsa coordinazione e dal cattivo tempo: alla fine, le navi ritornarono in Francia senza aver portato sull'isola un solo soldato. Le due fregate inglesi, l'HMS Indefatigable al comando di Sir Edward Pellew, munita di 44 cannoni, e la HMS Amazon, di 36 cannoni, avevano ricevuto l'ordine di pattugliare i mari nei pressi di Ushant per intercettare la ritirata delle navi francesi. La Droits de l'Homme venne scorta il pomeriggio del 13 gennaio.
Si noti che la fregata Indefatigable era quella armata più pesantemente di tutta la marina britannica, essendo stata ricavata da una nave di linea da 64 cannoni cui era stato rimosso il ponte superiore, portava cannoni da 24 libbre nel ponte di batteria, ed aveva una potenza di fuoco sufficiente per infliggere gravi danni anche ad un vascello.
La Indefatigable raggiunse per prima il vascello francese, carico di soldati e in difficoltà a manovrare, attaccandola con i cannoni pesanti; la nave francese rispose con l'artiglieria e un pesante fuoco di moschetteria, ma dovette chiudere i portelli del ponte inferiore, che ospitavano i cannoni pesanti, perché l'acqua che entrava da essi la metteva a rischio di affondamento. Dopo vari scambi, un cannone esplose sulla Droits de l'Homme, facendo diversi morti sulla coperta affollata; la perdita dell'albero di mezzana la costrinse ad interrompere il contatto. Le navi effettuarono le riparazioni di emergenza e la Amazon raggiunse la Indefatigable.
All'attacco successivo, la Droits de l'Homme perse il bompresso e l'albero di maestra, e con essi la possibilità di governare. Dopo 15 ore di inseguimento, la Droits de l'Homme si incagliò contro la scogliera, con lo scafo che si sfasciava sotto la forza dei marosi che la spingevano contro la costa bretone. Buona parte dell'equipaggio morì affogata, ma anche la fregata Amazon fece naufragio; buona parte del suo equipaggio si salvò e venne presa prigioniera dai francesi.